# Lee Jeong-geun
Lee Jeong-geun (kor. 이 정근; ur. 29 lipca 1960) – południowokoreański zapaśnik w stylu wolnym. Brązowy medalista olimpijski z Los Angeles 1984 w kategorii 62 kg.
Zajął czwarte miejsce na mistrzostwach świata w 1987. Złoto na igrzyskach azjatyckich w 1986 i srebro w  1982. Wicemistrz Azji w 1989. Czwarty w Pucharze Świata w 1982 roku.